# Mataral
Mataral ist eine Ortschaft im Departamento Santa Cruz im südamerikanischen Anden-Staat Bolivien.

## Lage im Nahraum
Mataral ist der zentrale Ort des Kanton Mataral im Municipio Pampa Grande in der Provinz Florida. Die Ortschaft liegt im östlichen Andengebirge auf einer Höhe von 1387 m in den Ausläufern der Cordillera Oriental am Río El Salto zwischen den Mündungen der Nebenflüsse Río San Juan und Río La Cienega. Der Río El Salto mündet bei der Ortschaft Pampa Grande in den Río Los Negros, der im weiteren Verlauf in den Río Yapacaní fließt. Die Bergrücken ringsum die Ortschaft steigen bis auf Höhen von 2.200 m an.

## Geographie
Mataral liegt im Übergangsbereich zwischen der Anden-Gebirgskette der Cordillera Central und dem bolivianischen Tiefland. Das Klima der Region ist semiarid warm und ausgeglichen, wegen der Höhenlage jedoch weniger heiß und schwül als im nahegelegenen Tiefland.
Die mittlere Durchschnittstemperatur der Region liegt bei 24,5 °C (siehe Klimadiagramm Pampa Grande) und schwankt nur unwesentlich zwischen 21 °C im Juli und 26 °C von November bis Januar. Der Jahresniederschlag beträgt etwa 650 mm, bei einer deutlich ausgeprägten Trockenzeit von Mai bis Oktober mit Monatsniederschlägen unter 20 mm, und einer kurzen Feuchtezeit von Dezember bis Februar mit 100 bis 120 mm Monatsniederschlag.

## Verkehrsnetz
Mataral liegt in einer Entfernung von 189 Straßenkilometern südwestlich von Santa Cruz, der Hauptstadt des Departamentos.
Durch Mataral führt die 488 Kilometer lange Nationalstraße Ruta 7, welche die beiden Metropolen Santa Cruz und Cochabamba verbindet. Die asphaltierte Ruta 7 führt von Santa Cruz aus über La Guardia und La Angostura nach Samaipata und dann weiter über Mairana, Los Negros und Pampa Grande nach Mataral. Nach Westen hin setzt sich die Straße fort über Comarapa und Epizana nach Sacaba und Cochabamba; nach Süden hin zweigt in Mataral die Ruta 22 ab, die über Trigal und Vallegrande nach Masicurí und Ipitá führt.

## Bevölkerung
Die Einwohnerzahl der Ortschaft ist in den vergangenen beiden Jahrzehnten auf mehr als das Doppelte angestiegen:
| Jahr | Einwohner | Quelle       |
| ---- | --------- | ------------ |
| 1992 | 379       | Volkszählung |
| 2001 | 663       | Volkszählung |
| 2012 | 821       | Volkszählung |

Die Region weist einen gewissen Anteil an Quechua-Bevölkerung auf, im Municipio Pampa Grande sprechen 11,7 Prozent der Bevölkerung Quechua.